# کسی² قنطورس
کسی² قنطورس یک ستاره است که در صورت فلکی قنطورس قرار دارد.